# Thalictrum uncinulatum
Thalictrum uncinulatum är en ranunkelväxtart som beskrevs av Adrien René Franchet. Thalictrum uncinulatum ingår i släktet rutor, och familjen ranunkelväxter. Inga underarter finns listade i Catalogue of Life.